# 周济
周济（1946年8月26日—），男，上海人，生于武汉，中华人民共和国政治人物。清华大学精密仪器系毕业，华中工学院（现华中科技大学）机械系硕士，机械设计及制造自动化专家，中国工程院院士，美国纽约州立大学工学博士。中共第十七届、十八届中央委员。曾任中华人民共和国教育部部长、武汉市市长，以及华中理工大学（后与同济医科大学等合并为华中科技大学）的校长。2010年6月11日，接替徐匡迪担任中国工程院院长。2013年因在数控、CAD与设计优化方面的贡献当选美国国家工程院外籍院士。

## 生平
1946年8月生于湖北武汉。早年就读于汉口铁路小学、汉口铁路中学。1970年毕业于清华大学精密仪器系机械制造专业。1976年7月加入中国共产党。1978年，考入华中工学院（现华中科技大学）机械系，就读硕士学位。1980年，在美国纽约州立大学布法罗分校机械工程系学习，先后获工学硕士，博士文凭。1984年，在华中理工大学机械工程系工作，曾任华中理工大学机械学院院长。1995年，任华中理工大学副校长。1997年，华中理工大学校长，兼任华中软件公司董事长。1999年，当选为中国工程院院士。2000年，任湖北省科技厅厅长。其间在教育部主导下，华中理工大学与同济医科大学、武汉城市建设学院等校合并为华中科技大学。2001年，卸任华中科技大学校长，转任中共湖北省委常委，中共武汉市委副书记，武汉市人民政府副市长、代市长。2002年，周济担任武汉市人民政府市长，是继徐匡迪之后，中国第二位拥有“院士”资格的市长；不久，即被任命为教育部副部长、党组副书记。2003年3月17日，中华人民共和国国家主席胡锦涛发布第二号中华人民共和国主席令，根据中华人民共和国第十届全国人民代表大会第一次会议的决定，周济被任命为教育部部长。2008年，连任教育部部长、党组书记。2009年10月31日，被免除教育部部长职务。2009年11月1日，周济任中国工程院党组副书记。2010年6月11日，任中国工程院院长、党组书记。2019年，任国家制造强国建设战略咨询委员会主任。

## 成就
- 周济长期致力于优化设计、CAD、数控和CIMS技术的研究和工程应用。提出并组织实施适合国情的推广应用CAD／CAM的技术路线，提出并实现了单调性分析优化、数控加工直接插补等算法理论。
- 曾主持开发出优化设计、机械CAD等一系列软件产品及华中I型数控系统，应用于1000余家工业企业。
- 先后获国家科技进步三等奖4项，省部级科技进步奖14项，出版著作11本，发表论文200余篇。在其领导下的华中理工大学CIMS中心，曾获得国际制造工程师协会颁发的1999年度“大学领先奖”。
- 在华中科技大学主政期间，周济提倡教研产相结合，鼓励把科研成果转化为生产力。在这种思想的引导下，先后诞生了“华中数控”“华工科技”等华工系企业。
- 周济任中国教育部部长期间：推出全国农村全面免除义务教育阶段学杂费；国家在教育部直属师范大学实行师范生免费教育，培养造就优秀中小学教师和教育家，鼓励优秀人才长期从教。

## 争议
- 2005年，在中宣部的主导下，由教育部制定和颁布政策，限制教育部直属高校内部BBS与外部的交流，引起广泛争议对BBS的限制。远在九十年代，被关闭或者勒令整改的著名bbs就有曙光、未名空间、水木清华、白云黄鹤、北大未名等。2004年，著名的一塌糊涂BBS在国务院新闻办、信息产业部、教育部、北京市通信管理局、北京市新闻办等部门的联合行动下，被勒令关闭[6]。

## 延伸阅读
[在维基数据编辑]